# Magyarországi bolgár ortodox egyház
A magyarországi bolgár ortodox egyház (bolgárul: Българска православна църква в Унгария) egy Magyarországon bejegyzett ortodox keresztény egyház.

## Története
Az egyház tevékenysége 1916-ban egy Lónyai utcai (Budapest, IX.) lakásban kialakított kápolnában kezdődött. A kápolna hamarosan szűknek bizonyult az ortodox bolgárok számára, így a Magyarországi Bolgárok Egyesülete templom építését kezdeményezte. A tervekhez Budapest főváros 1930-ban telek adományozásával járult hozzá a budapesti Vágóhíd utcában.
A templom 1931-ben készült el. Az építkezés költségeit teljes egészében a magyarországi bolgárok fedezték, adományaikból hetvenezer pengő gyűlt össze.
A templom alkotója a századelő nagy építésze Árkay Aladár. Munkásságában jelentős helyet foglal el a templomépítészet. Hét temploma közül a Vágóhíd utcai bolgár templomot fejezte be utolsónak. A tervezéshez több, kiemelkedő bulgáriai templom szolgált mintául, köztük a híres szófiai Alekszander Nevszki székegyház és a bacskovói kolostortemplom. Árkay Aladár háromhajós, bizánci alaprajzú, kupolás imaházat tervezett, melyben megtaláljuk az ortodox liturgia helységeit is. A templom sajátos építészeti értéket képvisel, hiszen nem csupán Budapest egyetlen bizánci stílusú épülete, de egyben a bolgár ortodox egyház legnyugatibb kapuja is.
A pécsi kápolnát az akkori Fiume u. 33. (ma Petőfi u. 63.) alatti házban alakították ki. Ma a Pécsi Bolgár Önkormányzat gondozza.

## Szervezete
A bolgár ortodox egyház Nyugat- és közép-európai főegyházmegyéjéhez tartozik.
A Magyarországi Bolgár Ortodox Egyháznak két egyházközsége van: a budapesti és a pécsi, melyek közül csak a budapesti működik állandó jelleggel. Lelki vezetője 2011-től: Tancso Jancsev. Világi vezetője 2020-tól: Tyütyünkova Mónika.

## Képek

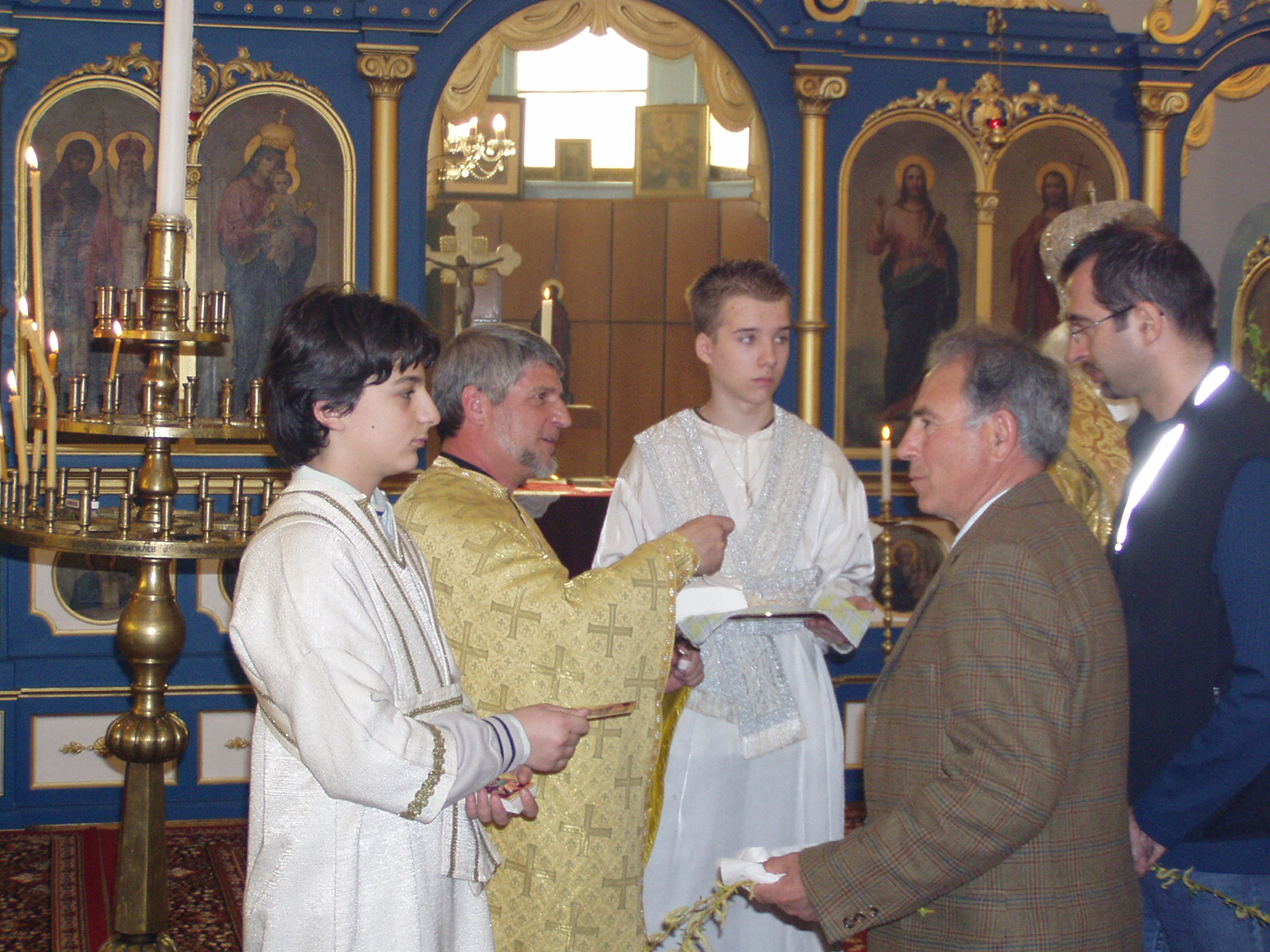
Mamakov atya a templomban
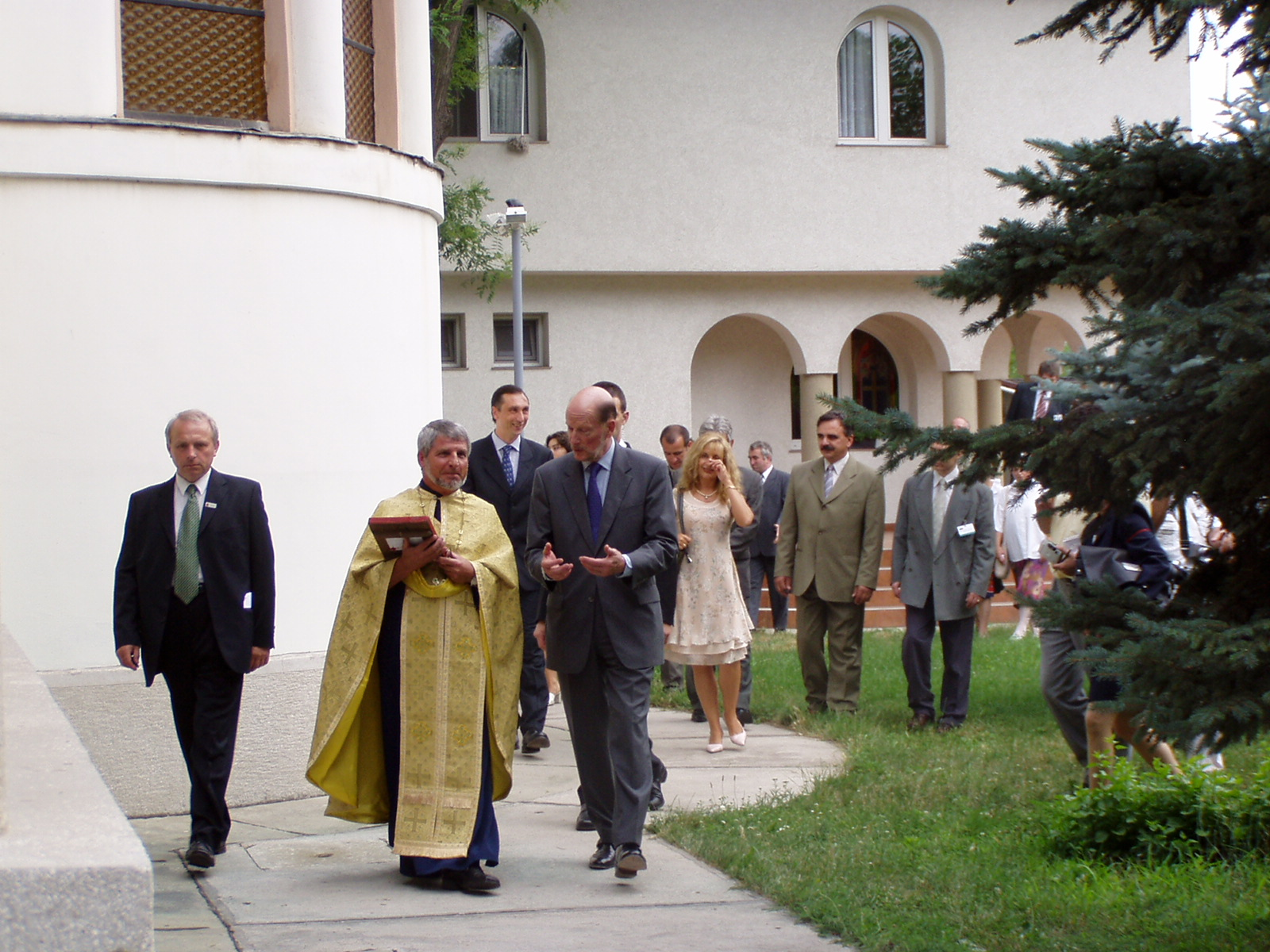
Szakszkoburgotszki bolgár miniszterelnök látogatóban a budapesti bolgár ortodox templomban
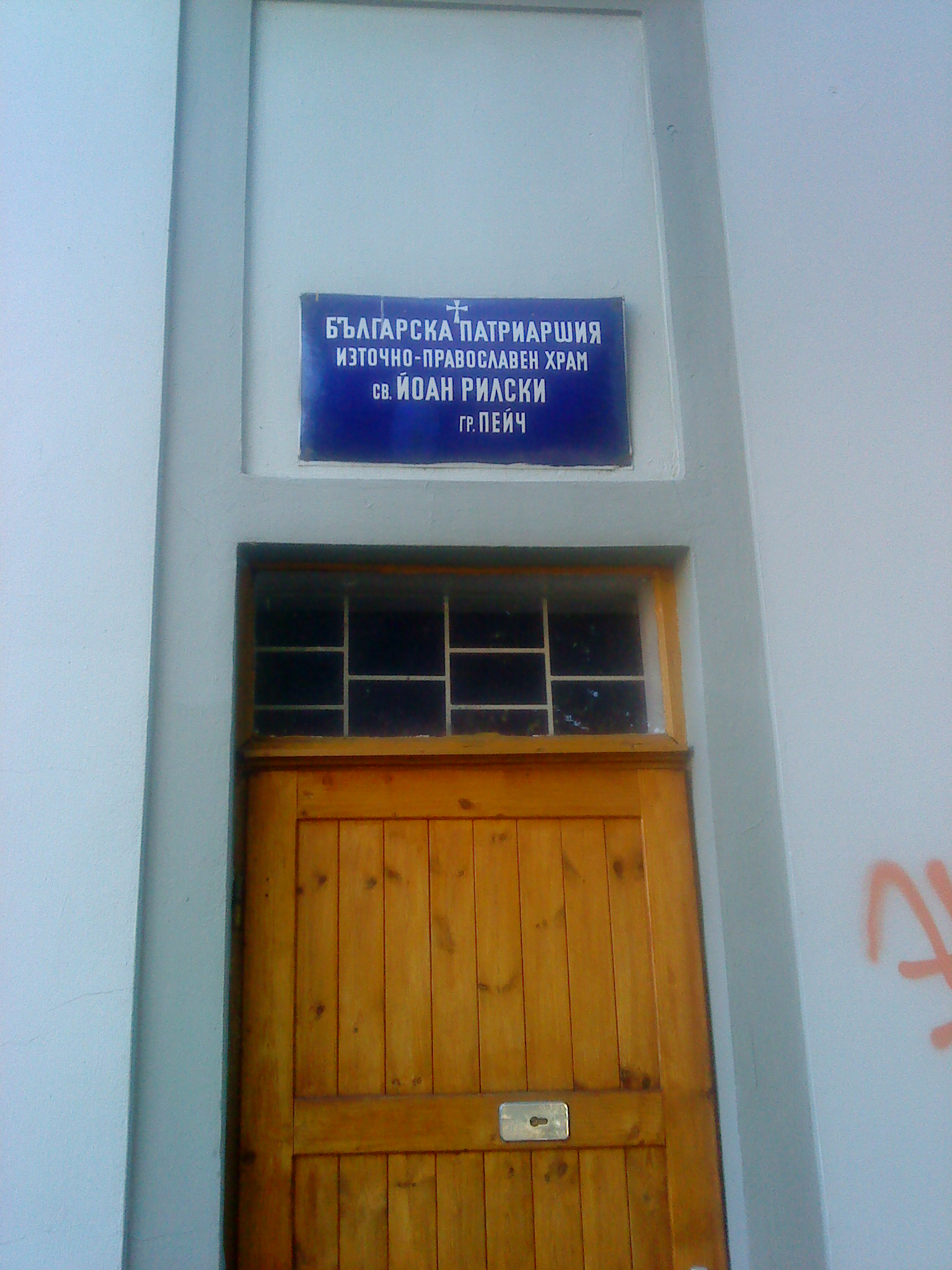
Pécsi bolgár kápolna a Petőfi utcában